# Lectină
Prin termenul de lectină este definită o clasă de proteine sau glicoproteine, cu proprietăți aglutinante față de alte celule, care pot lega reversibil hidrați de carbon, fără a le modifica structura.

## Istoric
Primul studiu efectuat asupra acestora aparține savantului Peter Hermann Stillmark (1860 –1923), în lucrarea sa de doctorat (în 1888 Universitatea din Dorpat, Rusia țaristă, azi Tartu, Estonia), cu titlul  Ueber Ricin, ein giftiges Ferment aus den Samen von Ricinus comm. L. und einigen anderen Euphorbiaceen (Despre ricin, un ferment otrăvitor din semințele de Ricinus comm. L. și din alte câteva euforbiacee) lucrare în care prezintă efectul preparatelor de Ricinus communis asupra sângelui. Această dată este considerată data apariției unei noi ramuri a științei, denumită lectinologie.
Apare astfel termenul de hemaglutinină (aglutinarea celulelor sanguine), termen care se va păstra o perioadă mai mare de timp și care definește o clasă mai largă de compuși.
Anul 1954 este anul când Boyd introduce termenul de lectină (lat lego,legere, lectum, = a alege, a selecta).

## Clasificare
- Lectine vegetale
- Lectine virale
- Lectine animale